# Hubert Bucher
Hubert Bucher (ur. 21 czerwca 1931 w Ratyzbonie, zm. 23 lipca 2021 w Schönhofen) – niemiecki duchowny rzymskokatolicki, w latach 1976-2008 biskup Bethlehem w Południowej Afryce.
Święcenia prezbiteratu przyjął 29 czerwca 1957. Papież Paweł VI mianował go 9 grudnia 1976 biskupem diecezjalnym Bethlehem, sakrę przyjął 27 marca następnego roku. 31 grudnia 2008 Benedykt XVI przyjął jego rezygnację z zajmowanego urzędu złożoną ze względu osiągnięty wiek emerytalny. 28 marca 2009 współkonsekrował swojego następcę, Jana de Groef.